# Victor Tolgesy
Victor Tolgesy  fue un escultor canadiense que nació en Hungría. Tolgesy trabajó en Ottawa desde 1950 a 1980.
La Ciudad de Ottawa y la Galería Karsh-Masson organizaron una exposición retrospectiva sobre el escultor en 2005, bajo el título: Victor Tolgesy Retrospective: 30 Years of Sculpture, 1950-1980

## Obras
Es el autor de algunas esculturas en espacios públicos, por ejemplo la escultura abstracta de planchas de hierro titulada Explorer, instalada en la parte posterior del Teatro de la Isla en Gatineau,  Quebec.
También es el autor del Monumento a la Libertad de Hungría en Toronto.